# Ciriaco Cano
Ciriaco Cano González (Plasencia, Cáceres, España, 4 de agosto de 1948) es un exfutbolista y exentrenador español que jugaba de centrocampista.

## Trayectoria
Su carrera como futbolista transcurrió casi en exclusiva en el Real Sporting de Gijón, club en el que militó entre 1971 y 1983. En esos años alcanzó algunos de los mayores éxitos de la entidad, como el subcampeonato de Liga en la temporada 1978-79 y las finales de la Copa del Rey en 1981 y 1982.
Tras finalizar su etapa como futbolista decidió permanecer vinculado al mundo del balón como entrenador. Comenzó dirigiendo al U. D. Gijón Industrial y al C. P. Cacereño hasta que, en 1990, regresó al Sporting como secretario técnico. En noviembre del mismo año pasó a ocupar el cargo de entrenador del primer equipo en sustitución de Carlos García Cuervo, continuando hasta el 30 de junio de 1992. Durante ese periodo, el Sporting logró la clasificación para disputar la Copa de la UEFA en la temporada 1990-91.
A continuación, se marchó al C. D. Castellón, donde desempeñó las labores de entrenador y secretario técnico. Más tarde, dirigió a la U. P. Plasencia y al Elche C. F., y regresó al Sporting en los últimos partidos de la temporada 1999-2000. También dirigió en Segunda División al C. D. Badajoz y al C. D. Leganés, además de al Unión Popular de Langreo en Tercera. En la campaña 2005-06 regresó a Gijón para ponerse al frente del banquillo sportinguista por tercera vez en su carrera, en la que ha sido su última experiencia como entrenador profesional.
En 2024, le fue otorgado el Premio Tati Valdés es un reconocimiento otorgado anualmente por la Peña Sportinguista de Mieres del Camino, en reconocimiento a su destacada contribución al Sporting de Gijón y su conexión con la afición rojiblanca.

## Clubes

### Como jugador
| Club                   | País   | Año       |
| ---------------------- | ------ | --------- |
| Elche C. F.            | España | 1968-1971 |
| Real Sporting de Gijón | España | 1971-1983 |

### Como entrenador
| Club                   | País   | Año       |
| ---------------------- | ------ | --------- |
| U. D. Gijón Industrial | España |           |
| C. P. Cacereño         | España |           |
| Real Sporting de Gijón | España | 1990-1992 |
| C. D. Castellón        | España | 1992-1994 |
| U. P. Plasencia        | España |           |
| Elche C. F.            | España | 1997-1998 |
| Real Sporting de Gijón | España | 2000      |
| C. D. Badajoz          | España | 2000-2001 |
| C. D. Leganés          | España | 2001      |
| U. P. Langreo          | España | 2004-2005 |
| Real Sporting de Gijón | España | 2005-2006 |